# Saint-Ouen-de-Mimbré
Saint-Ouen-de-Mimbré é uma comuna francesa na região administrativa do País do Loire, no departamento de Sarthe. Estende-se por uma área de 10.63 km². Em 2010 a comuna tinha 1 029 habitantes (densidade: 96,8 hab./km²).